# Burcht van Berlage
De Burcht van Berlage is het oudste vakbondsgebouw van Nederland. Het is ontworpen door Hendrik Petrus Berlage in opdracht van de Algemene Nederlandse Diamantbewerkersbond (ANDB) in 1899-1900. Het werd gebouwd in de tuin van de Plantage Schouwburg aan de toenmalige Plantage Franschenlaan (later Henri Polaklaan) 9 in Amsterdam, vlak bij Artis. Vanaf 1991 was een aantal jaren het Vakbondsmuseum in de Burcht gevestigd. Vóór de restauratie van 2008 is het merendeel van de collectie van het museum overgedragen aan het Internationaal Instituut voor Sociale Geschiedenis. Sinds 2011 is een onderzoeks- en documentatiecentrum van de Nederlandse vakbeweging in het gebouw gevestigd.
De ANDB ontwikkelde zich onder het voorzitterschap van Henri Polak tot de eerste 'moderne' vakbond van Nederland. Met het gebouw wilde Polak een monument voor de arbeidersbeweging tot stand brengen. In 1899 kreeg Berlage de opdracht het pand te ontwerpen. Hiervoor werkte hij samen met Richard Roland Holst die de muurschilderingen voor zijn rekening nam. Zo beeldde Roland Holst in de bestuurskamer in een drieluik de gewenste evenwichtige dagindeling voor de arbeiders uit: de Krachtige Uren van de Arbeid, de Zachte Uren van de Ontspanning en de Diepe Uren van de Slaap. Ook werkten andere kunstenaars mee in een kunststroming die gemeenschapskunst wordt genoemd. Zo hangen in het monumentale trappenhuis lampen uit 1919 van Jan Eisenloeffel.
Bijzonder detail is dat Berlage zijn beursgebouw en de Burcht praktisch tegelijkertijd bouwde. Ook Roland Holst en de beeldhouwer Lambertus Zijl hebben in en aan beide gebouwen werk gemaakt.

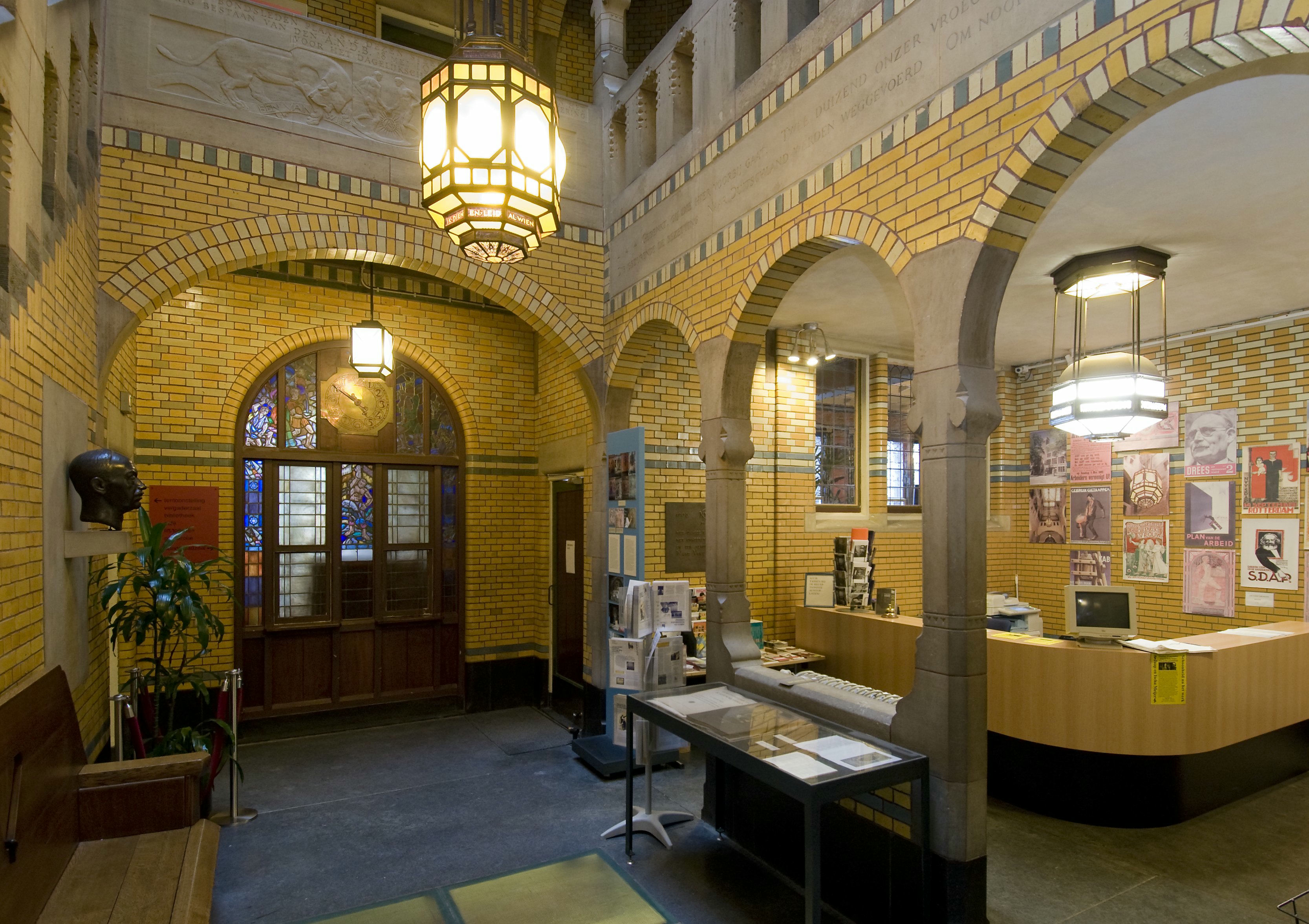
hal, begane grond
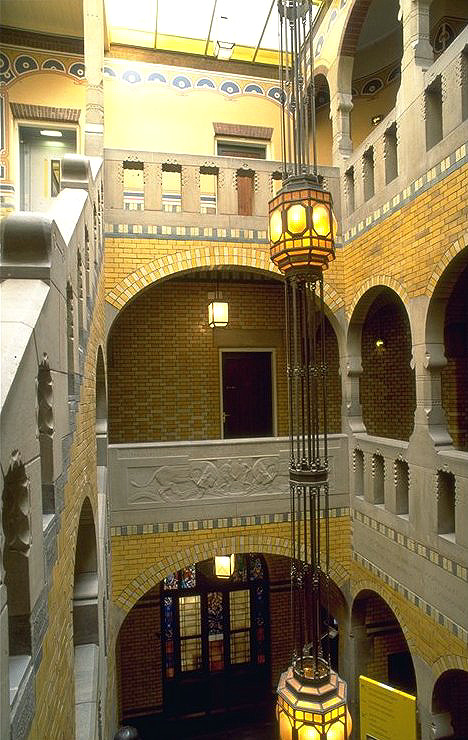
trappenhuis
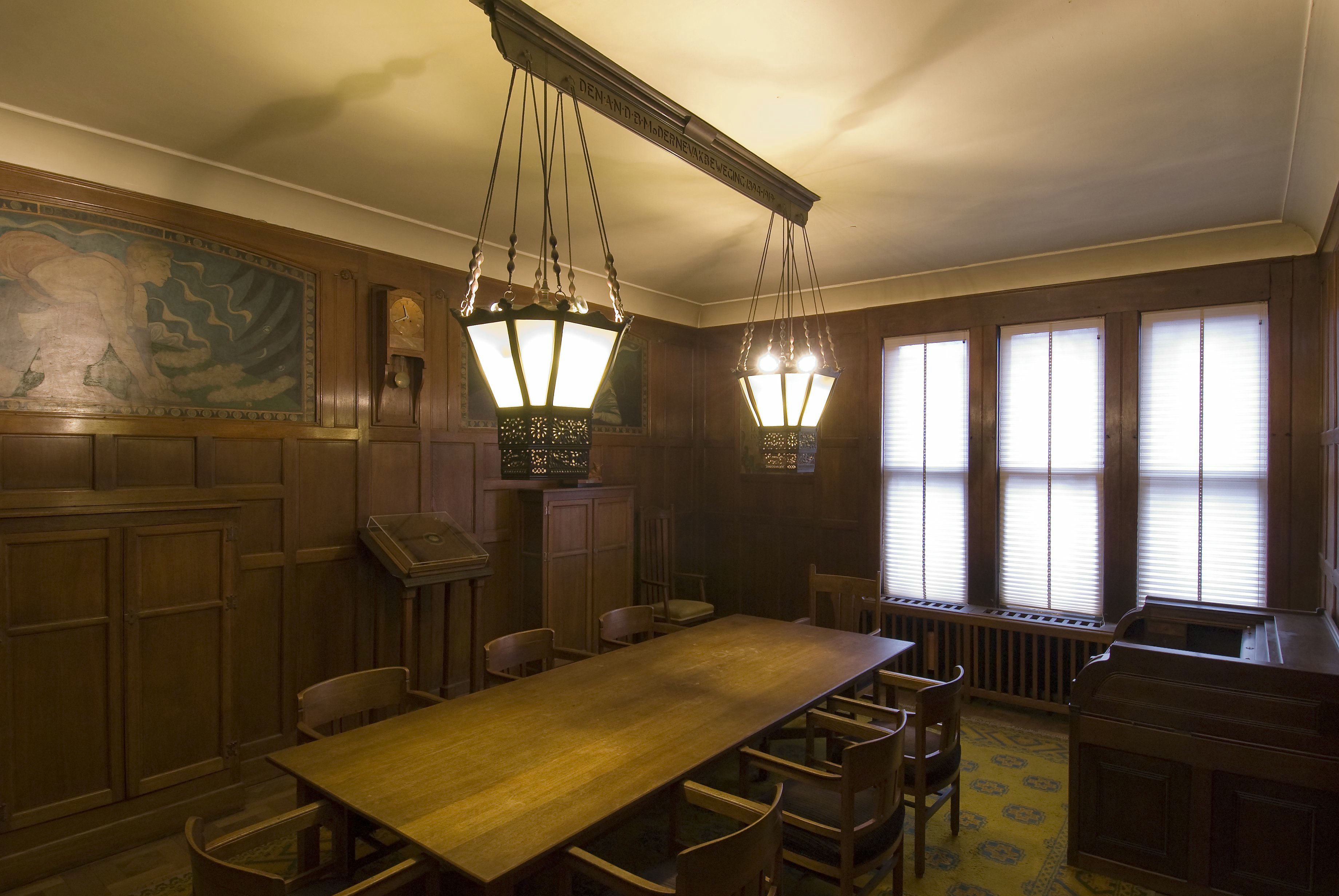
bestuurskamer
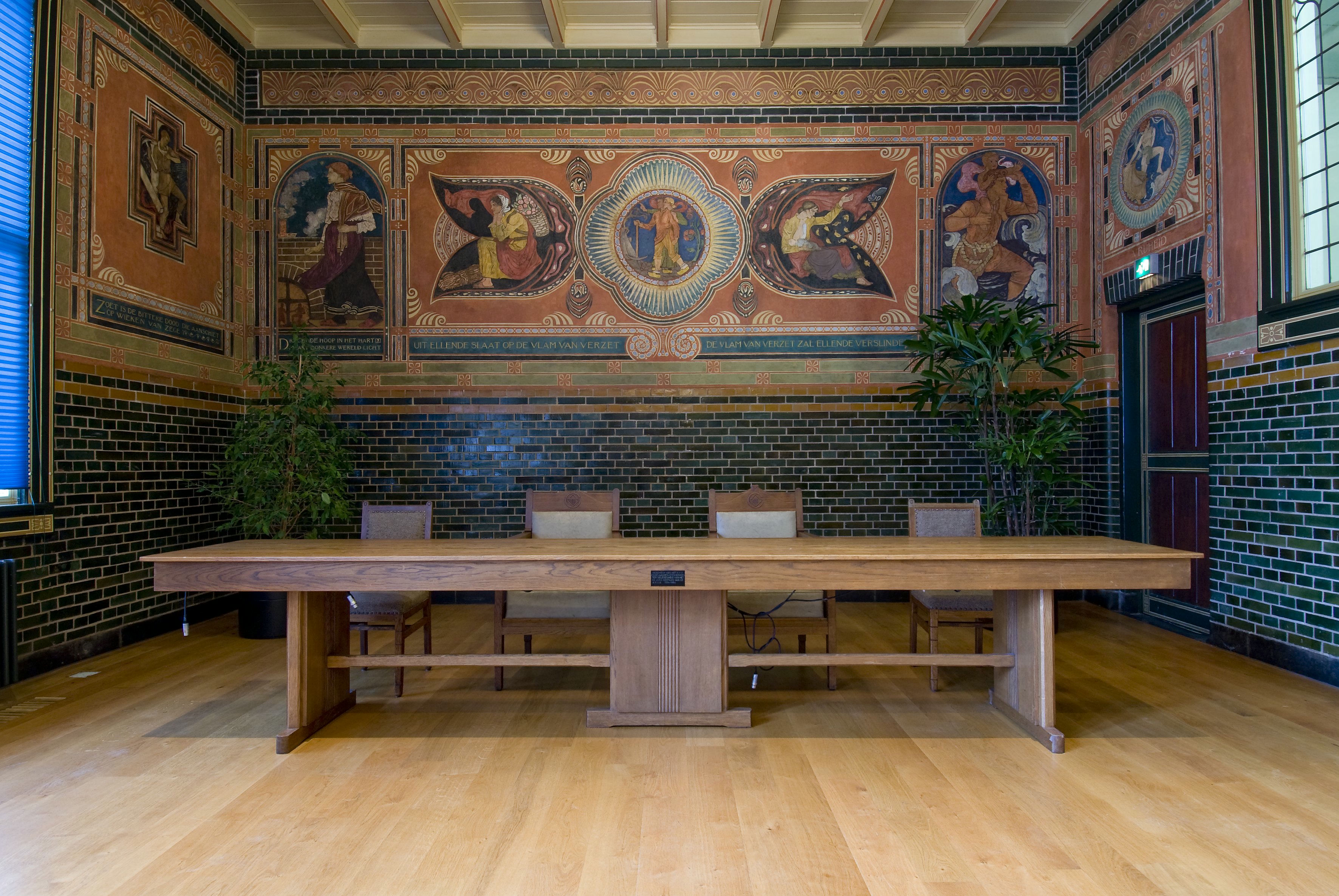
bondsraadzaal
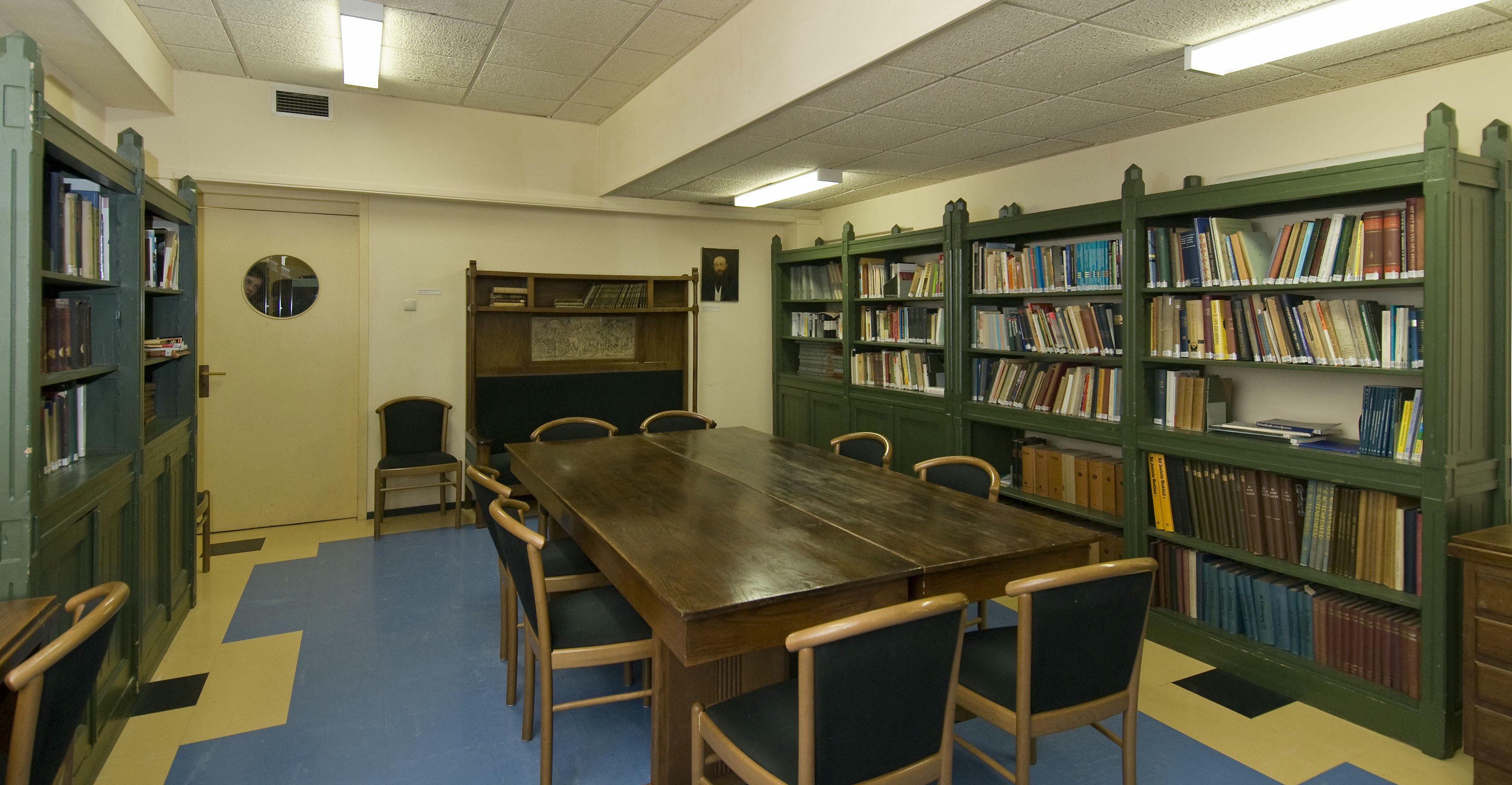
bibliotheek